# Laccasi
La laccasi è un enzima appartenente alla classe delle ossidoreduttasi, che catalizza la seguente reazione:
4 benzenediolo + O2 ⇄ 4 benzosemichinone + 2 H2O
Le laccasi sono un gruppo di proteine multi-rame di bassa specificità, che agiscono sia sugli o- che sui p-chinoli, e spesso anche sugli amminofenoli e sulla fenilendiammina. I semichinoni possono reagire ulteriormente sia enzimaticamente che non-enzimaticamente. Le Laccasi sono presenti in molti funghi e batteri (organismi decompositori), e permettono loro di degradare la lignina, una delle sostanze più difficili da decomporre per essi. In questo modo viene perpetuato il ciclo della materia, impedendo l'eccessivo accumulo di questa molecola.